# Hotel Miramare (Strašnice)
Hotel Miramare (č. p. 150, Černokostelecká č. o. 11, Na výsluní č. o. 6) je pseudozámeček v pražské čtvrti Strašnice, který byl postaven jako hotel s výletní restaurací.
Hotel nechal ve Strašnicích podle vzoru zámku Miramare v Terstu ve stylu tudorovské novogotiky postavit majitel kadeřnictví Jan Švec na přelomu 19. a 20. století. U zámečku byla též výletní restaurace a kuželna.
V minulosti zde sídlilo SOU nábytkářské, dnes zde má zlíchovská Střední škola umělecká a řemeslná prostory pro teoretickou výuku. V letech 1996–2000 stát objekt odkoupil od restituentů, postoupil jej městské části a ta postupně škole.